# Jerome Kern
Jerome David Kern (Manhattan, 27 januari 1885 - New York,  11 november 1945) was een Amerikaanse componist van muziektheater en populaire muziek. Hij was een van de belangrijkste Amerikaanse theatercomponisten van het begin van de 20e eeuw, hij schreef meer dan 700 liedjes, gebruikt in meer dan 100 toneelwerken, waaronder klassiekers als "Ol' Man River", "Can't Help Lovin' Dat Man", "A Fine Romance", "Smoke Gets in Your Eyes", "The Song Is You", "All the Things You Are", "The Way You Look Tonight" en "Long Ago (and Far Away)". Hij werkte samen met veel van de toonaangevende librettisten en tekstschrijvers van zijn tijd, waaronder George Grossmith Jr., Guy Bolton, PG Wodehouse, Otto Harbach, Oscar Hammerstein II, Dorothy Fields, Johnny Mercer, Ira Gershwin en Yip Harburg.
Kern, een geboren New Yorker, creëerde tientallen Broadway-musicals en Hollywood-films in een carrière die meer dan vier decennia omspande. Zijn muzikale innovaties, zoals 4/4-dansritmes en het gebruik van syncopen en jazzprogressies, bouwden voort op eerdere muziektheatertradities in plaats van ze te verwerpen. Hij en zijn medewerkers gebruikten zijn melodieën ook om de actie te bevorderen of karakterisering te ontwikkelen in grotere mate dan in de andere musicals van zijn tijd, en creëerden zo het model voor latere musicals. Hoewel tientallen musicals en muziekfilms van Kern hits waren, wordt alleen Show Boat nu regelmatig nieuw leven ingeblazen. Nummers van zijn andere shows worden echter nog steeds regelmatig uitgevoerd en aangepast. Veel van Kerns liedjes zijn door jazzmuzikanten tot standaardrepertoire verheven.